# Pirata yesoensis
Pirata yesoensis är en spindelart som beskrevs av Tanaka 1985. Pirata yesoensis ingår i släktet Pirata och familjen vargspindlar. Inga underarter finns listade i Catalogue of Life.